# Kancelarya
Kancelarya – polska grupa pop-rockowa. Muzycy zasłynęli utworem „Zabiorę cię”. Piosenka została wykorzystana w serialu 39 i pół.

## Muzycy występujący w zespole
- Tadeusz Rząca – śpiew, gitara elektryczna, gitara akustyczna, chórki, aranżacje
- Jacek Urbański – gitara elektryczna
- Sławomir Sobczyk – gitara basowa
- Mariusz Wala – instrumenty klawiszowe (1993–1995) i od 2009
- Piotr Dudek – perkusja

W zespole grali też:
- Tomasz Konkel – perkusja do 1993
- Sławomir Zakowicz – gitara basowa do 1995

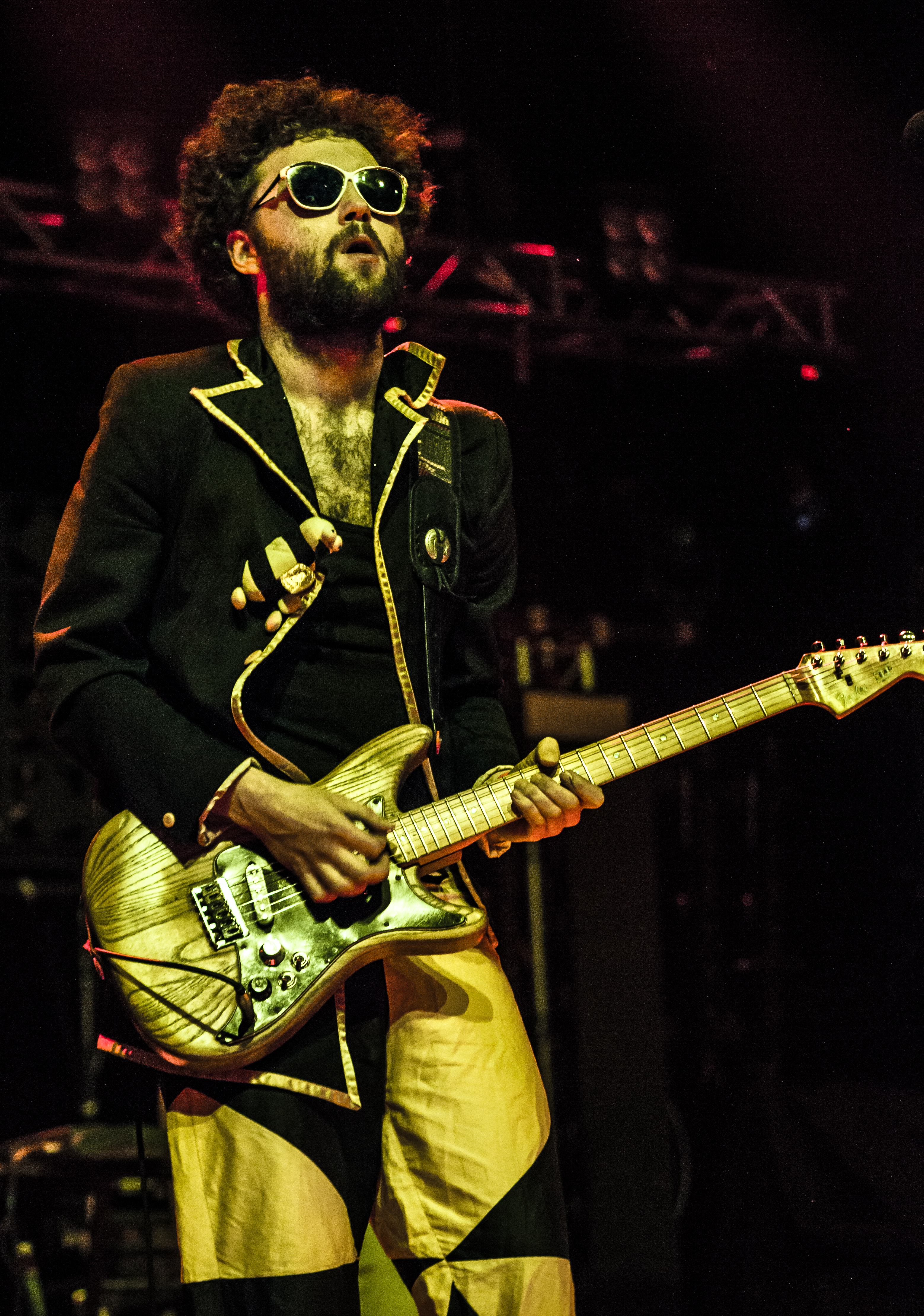
Michał Chęć (2013)

- Michał Chęć – gitara elektryczna, gitara akustyczna (2000)
- Sławomir Jaskułke – instrumenty klawiszowe (2000)
- Weronika Korthals – głos, chórki (2000)
- Piotr Lemańczyk – gitara basowa (2000)
- Tomasz Łosowski – perkusja
- Krzysztof Łukawski – perkusja
- Grzegorz Lewandowski – perkusja (od 2009)
- Zbigniew Sylwestrowicz – perkusja

## Dyskografia
- Kancelarya (EP)
- Zabiorę cię jeśli tylko chcesz Wyd. Soliton (2000)[1]

Tracklista:
1. Jeśli tylko chcesz
2. Nie pozwól
3. Potrzeba mi dziś
4. Szalona
5. Poprowadź mnie
6. Podzielony świat
7. Wirtualny
8. Jednak wciąż mam nadzieję
9. To nie jest czas na miłość
10. Blisko tak
11. Zabiorę cię